# Route nationale 756
Die Route nationale 756, kurz N 756 oder RN 756, war eine französische Nationalstraße, die von 1933 bis 1973 zwischen einer Kreuzung mit der ehemaligen Nationalstraße 160 westlich von Vihiers und einer Kreuzung mit der ehemaligen Nationalstraße 148Bis bei Nantes verlief. Ihre Länge betrug 72 Kilometer.